# 稲荷神社 (三郷市戸ケ崎)
稲荷神社（いなりじんじゃ）は、埼玉県三郷市の神社。

## 歴史
創建年代は不明である。ただ前谷村の開村と同時に建てられたと伝えられる。1753年（宝暦3年）に伏見稲荷大社から稲荷大明神の分霊証書が残されていることから、少なくとも江戸時代中期には既に存在していたものと推測される。
1873年（明治6年）、近代社格制度に基づく「村社」に列せられた。明治末期の神社合祀に際しては、地域住民が責任もって維持管理にあたるとの念書を提出したことで、合祀を免れたという。

## 交通アクセス
- 路線バス天王橋通り停留所より徒歩5分。